# ORCID
Open Researcher and Contributor ID, ORCID (Відкритий ідентифікатор дослідника та автора/учасника) i[ˈɔːrkɪd]) — непатентований алфавітно-цифровий код для унікальної ідентифікації авторів і учасників наукової комунікації, а також веб-сайт і служби ORCID для пошуку авторів і їх бібліографічних результатів (та інших відомостей, наданих користувачами).

## Загальний огляд
Кожному учасникові присвоюється унікальний 16-значний відкритий ідентифікатор дослідника і співавтора. Ідентифікатори використовують формат, сумісний із стандартом ISO ISNI. Букви прізвища та імені замінюються цифрами, що вирішує проблему розпізнання внеску конкретного автора, яка виникає через використання особових імен, і це дозволяє відрізнити автора А, від автора Б навіть при цілковитому збігу імен. Ідентифікатор ORCID це HTTP URI, тому при зміні імені чи прізвища автора (через шлюб, зміну імені, тощо) всі публікації, як і раніше, будуть закріплені за автором.
Ідентифікатори ORCID унікальні завдяки своїй незалежності від наукових дисциплін і національних кордонів, а також налагодженій системі взаємодії з іншими системами ідентифікації (напр. Scopus). ORCID-ідентифікація науковців дозволяє також розв'язати проблему свідомого чи випадкового застосування омогліфів при написанні прізвищ вчених.
Для індивідуальних осіб доступ до реєстру надається безкоштовно. Вони можуть отримати ідентифікатор ORCID, керувати записами результатів своєї діяльності та шукати в реєстрі інших науковців.
Жодна інформація про людину не кодується в ідентифікаторі ORCID. Ці ідентифікатори були розроблені так, щоб бути корисними в ситуаціях, де особиста інформація не повинна і не може бути загальнодоступною. Крім того, ідентифікатор призначений для використання впродовж довготривалого часу, уся інформація, яка може змінитися протягом кар'єри людини, може бути належним чином відредагована та впорядкована самим користувачем.
Процедура отримання номера ORCID достатньо проста та передбачає виконання трьох кроків.
На підставі цього реєстраційного номера науковці забезпечують собі:
- коректну цитованість своїх статей (статті не «втрачаються» пошуковими системами),
- можливість подавати свої статті до престижних міжнародних наукових видань,
- можливість формування особистого рейтингу в Українському індексі наукового цитування (проєкт «Наукової періодики України»),
- можливість участі в рейтингах міжнародного рівня,
- можливість брати участь у подачі заявок на гранти.

Засоби ORCID дають можливість легко модерувати індивідуальні профілі користувачів, зосереджувати в одному місці всю ключову інформацію про науковця, сферу його дослідницьких інтересів та публікаційну активність. ORCID має сумісність з численними науково-інформаційними системами різних установ і дозволяє налаштувати у своєму записі підтримку інших систем ідентифікації. Зручною особливістю ORCID як сервісу, є можливість здійснювати експорт та імпорт наукометричного контенту з інших аналогічних профілів, таких, наприклад, як ResearcherID або Google Scholar.

## Учасники та партнери
15 листопада 2014 р. було заявлено про мільйонну реєстрацію. Станом на 10 березня 2017 р. зареєстровано 3 152 407 ідентифікаторів. До організації приєдналося чимало науково-дослідних організацій, університетів, бібліотек, наукових співтовариств, а також видавництв, серед яких CrossRef, Elsevier, Oxford University Press, та комерційних компаній, зокрема Microsoft Research та Thomson Reuters.

## Контрольна сума
Останній символ в ідентифікаторі ORCID — це контрольна сума. Відповідно до ISO / IEC 7064: 2003, MOD 11-2, ця контрольна сума повинна бути якоюсь цифрою від «0» до «9», хоча контрольна цифра також може бути великою букваою X, (що дорівнює значенню 10). Нижче наведено алгоритм, який використовується для визначення контрольної суми в ідентифікаторі ORCID, або можна побачити його в дії за допомогою інструменту Цифра контрольної суми ORCID [Архівовано 16 березня 2017 у Wayback Machine.].
```
/** 
  * Generates check digit as per ISO 7064 11,2. 
  * 
  */ 
public static String generateCheckDigit(String baseDigits) { 
    int total = 0; 
    for (int i = 0; i < baseDigits.length(); i++) { 
        int digit = Character.getNumericValue(baseDigits.charAt(i)); 
        total = (total + digit) * 2; 
    } 
    int remainder = total % 11; 
    int result = (12 - remainder) % 11; 
    return result == 10 ? "X" : String.valueOf(result); 
}
```